# Braid/Balance and Composure
Braid/Balance and Composure è uno split tra Braid e Balance and Composure, pubblicato il 26 febbraio 2013 dalla No Sleep Records.
L'album è stato stampato in 3 100 copie su vinile.

## Tracce
1. Braid – Lux – 2:53
2. Braid – Many Enemies – 2:36
3. Balance and Composure – You Can't Fix Me – 3:52
4. Balance and Composure – Say – 3:16